# Сотта
Сотта (фр. Sotta, корс. Sotta) — коммуна во Франции, находится в регионе Корсика. Департамент коммуны — Южная Корсика. Входит в состав кантона Гран-Сюд. Округ коммуны — Сартен.
Код INSEE коммуны — 2A288.

## Население
Население коммуны на 2008 год составляло 886 человек.
| 1962 | 1968 | 1975 | 1982 | 1990 | 1999 | 2008 |
| ---- | ---- | ---- | ---- | ---- | ---- | ---- |
| 535  | 578  | 683  | 726  | 762  | 808  | 886  |

## Экономика
В 2007 году среди 524 человек в трудоспособном возрасте (15—64 лет) 357 были экономически активными, 167 — неактивными (показатель активности — 68,1 %, в 1999 году было 61,3 %). Из 357 активных работали 322 человека (181 мужчина и 141 женщина), безработных было 35 (11 мужчин и 24 женщины). Среди 167 неактивных 36 человек было учениками или студентами, 49 — пенсионерами, 82 были неактивными по другим причинам.
В 2008 году в коммуне насчитывалось 356 облагаемых налогом домохозяйств, в которых проживали 778,5 человек, медиана доходов составляла 17 899 евро на одного человека.